# Alliance pour la paix et la liberté
L'Alliance pour la paix et la liberté (en anglais : Alliance for Peace and Freedom, APF ; en hongrois : Szövetség a Békéért és a Szabadságért, SBS) est une alliance politique européenne et un ancien parti politique européen créé en 2015, rassemblant divers mouvements ultranationalistes en Europe. Son premier secrétaire général est Roberto Fiore, il en devient président en novembre 2015. Son vice-président est Nick Griffin, tandis que son secrétaire général est le Suédois Stefan Jacobsson. La plupart des partis membres ont appartenu au Front national européen, dissous en 2009.
Le parti souhaite établir un réseau de mouvements nationalistes à travers l'Europe qui coopéreront pour renforcer leurs idéaux communs. Le parti coopère et soutient d'autres groupes nationalistes européens non membres, notamment l'ex-parti membre grec Aube dorée, les Italiens du Mouvement social flamme tricolore, l'Alternative pour la Suède (en) et les Chypriotes du Front populaire national.

## Idéologie
L'Alliance pour la paix et la liberté est qualifiée de néonazie par plusieurs journaux,,, et de néofasciste par d'autres,,.
Le groupe œuvre pour « une Europe des nations souveraines dans laquelle les États indépendants travaillent ensemble sur une base confédérée », et pour la pérennité et la sauvegarde des traditions européennes « ancestrales » telles que la tradition chrétienne.
L'APL travaille à la coordination des partis nationalistes européens à travers le continent. Il a contribué à la création de la coalition l'Italie pour les Italiens (en) composée de Forza Nuova, membre de l'APL, et du Mouvement social flamme tricolore. En 2017, l'APL a contribué à la formation de la coalition du Bloc d'identité nationale en Europe, dans lequel les deux partis membres de l'APL, le Parti Roumanie unie et Noua Dreaptă, se sont alliés avec le Parti de la Grande Roumanie. En 2019, l'APL a participé à la formation de la coalition ADÑ Identidad Española, composée du parti membre Democracia Nacional, ainsi que de trois autres formations non-membres : FE-JONS, Alternativa Española et La Phalange.
En Europe centrale et orientale, l'APL entretient des relations avec les milieux conservateurs russes et soutient la Russie de Vladimir Poutine, en particulier dans le contexte de la crise ukrainienne et de la guerre civile syrienne. Le groupe soutient le président biélorusse Alexandre Loukachenko et entretient des relations avec le Parti libéral-démocrate de Biélorussie. Il soutient fortement les nationalistes serbes et est opposé à la reconnaissance internationale du Kosovo, il a par ailleurs travaillé par le passé avec le Parti radical serbe. Le 26 septembre 2021, l'APL a tenu une conférence à Belgrade organisée par la Droite serbe (en).
Au Moyen-Orient, il entretient des relations amicales avec le gouvernement baasiste syrien, Nick Griffin, vice-président du groupe ayant déjà été invité plusieurs fois par Bachar el-Assad comme ambassadeur. Des réunions entre le groupe et le Parti social nationaliste syrien ont eu lieu, avec le soutien public de l'APL envers le PSNS. Le groupe entretient des relations avec le Hezbollah libanais et a organisé au moins une réunion avec les dirigeants de l'organisation chiite libanaise,,. Le groupe a été en contact régulier avec le dirigeant libanais Michel Aoun et le Courant patriotique libre au pouvoir.
L'APL entretient également des relations avec l'ancien chef du Front national français, Jean-Marie Le Pen, qui a été expulsé de son parti en 2015. Ce dernier a rejoint le groupe en mars 2018,. En tant que guide leader .

## Europa Terra Nostra
L'Europa Terra Nostra est la fondation politique européenne officielle de l'APL. L'ETN a été fondée le 3 juillet 2015 à Berlin où elle continue de fonctionner en tant que groupe de réflexion officiel de l'APL et sert de cadre européen pour les groupes de réflexion nationaux reconnus par les partis membres de l'APL,.

## Partis membres
| Pays      | Parti                                | Leader              | Groupe politique européen pour la législature 2019-2024 | Sièges au Parlement européen | Sièges au sein des Parlements nationaux | Gouvernement        |
| --------- | ------------------------------------ | ------------------- | ------------------------------------------------------- | ---------------------------- | --------------------------------------- | ------------------- |
| Allemagne | Parti national-démocrate d'Allemagne | Frank Franz         | Aucun                                                   | 0 / 96                       | 0 / 709                                 | Extra-parlementaire |
| Belgique  | Mouvement Nation                     | Hervé Van Laethem   | Aucun                                                   | 0 / 21                       | 0 / 150                                 | Extra-parlementaire |
| Belgique  | Flandres et Identité                 | Rob Verreycken      | Aucun                                                   | 0 / 21                       | 0 / 150                                 | Extra-parlementaire |
| Espagne   | Démocratie nationale                 | Luis Mateos de Vega | Aucun                                                   | 0 / 54                       | 0 / 350                                 | Extra-parlementaire |
| Espagne   | La Phalange                          | Manuel Andrino Lobo | Aucun                                                   | 0 / 54                       | 0 / 350                                 | Extra-parlementaire |
| France    | Comités Jeanne (affilié)             | Vacant              | Aucun                                                   | 0 / 74                       | 0 / 577                                 | Extra-parlementaire |
| France    | Parti nationaliste français,         | Yvan Benedetti      | Aucun                                                   | 0 / 74                       | 0 / 577                                 | Extra-parlementaire |
| Grèce     | Union patriotique populaire grecque  | Christos Rigas      | Aucun                                                   | 0 / 21                       | 0 / 300                                 | Extra-parlementaire |
| Grèce     | Conscience populaire nationale       | Ioánnis Lagós       | Non-inscrits                                            | 1 / 21                       | 0 / 300                                 | Extra-parlementaire |
| Italie    | Forza Nuova                          | Roberto Fiore       | Aucun                                                   | 0 / 73                       | 0 / 630                                 | Extra-parlementaire |
| Roumanie  | Noua Dreaptă                         | Tudor Ionescu       | Aucun                                                   | 0 / 32                       | 0 / 136                                 | Extra-parlementaire |
| Slovaquie | Parti populaire Notre Slovaquie      | Marian Kotleba      | Aucun                                                   | 0 / 14                       | 8 / 150                                 | Opposition          |
| Tchéquie  | Parti ouvrier de la justice sociale  | Tomáš Vandas (en)   | Aucun                                                   | 0 / 21                       | 0 / 200                                 | Extra-parlementaire |

| Pays     | Parti                  | Leader                 | Départ                  |
| -------- | ---------------------- | ---------------------- | ----------------------- |
| Danemark | Parti des Danois (en)  | Daniel Carlsen         | Dissous en juin 2017    |
| France   | Dissidence française   | Vincent Vauclin        | Dissous en 2020         |
| Grèce    | Aube dorée             | Nikólaos Michaloliákos | Départ en 2017          |
| Roumanie | Parti Roumanie unie    | Robert Bugă            | Dissous en juillet 2019 |
| Suède    | Parti des Suédois (en) | Stefan Jacobsson       | Dissous en mai 2015     |